# مسجد سليمان القانوني
مسجد سليمان القانوني أو جامع السليمانية. يقع المسجد على التلة الثالثة من تلال إسطنبول السبعة في قلب مجمع السليمانية الذي يتكون من مقبرة وأربع مدارس ومستشفى وفندق ومئذنة ودكاكين وحمّامات ومدرسة قرآنية وضريح المهندس المعماري سنان، ويمد المجموعة بكاملها نظام تموين بالمياه.
بناه معمار سِنان (المهندس المعماري: سِنان أغا)، والمسجد من الحجر المنحوت المركّب بدون ملاط وهي ميزة النظام الأناضولي سواء كان ذلك في الأبنية النصرانية أو الإسلامية.
يتكون باب الواجهة الرخامي من دعامتين ضخمتين، وهو يؤطّر المدخل الذي يندرج في مشكاة مثلّثة ذات مقرنصات؛ وكان هذا التخطيط معتمدا في الأناضول أثناء القرن الثالث عشر. يعلو المدخل نقش يحمل تاريخ التأسيس وجبهة بنظام العصور القديمة. وتؤطّر المدخل أعمدة ذات تيجان بصلية عُرفت منذ العصر العباسي. يندرج التتويج بالرسم النباتي في تقاليد الشرافات التي كانت تستعمل في العمارة الآشورية. هناك مدخلان جانبيان يفضيان إلى الصحن، وفكرة المداخل المتعددة كانت معروفة منذ العصر العباسي وتتجسّد في الأناضول السلجوقية.
أمّا الصحن الذي يحتوي على فسقية مستطيلة منحوتة في الرخام، فيحيط به رواق مسقوف ترتكز أقواسه المزررة بالتناوب على أعمدة ذات تيجان بها مقرنصات. والأساكيب مغطّاة بقباب ترتكز على أفاريز مثلّثة موروثة عن العمارة السلجوقية وعلى مثلثات القبة، ويأخذ المحور الرئيسي للصحن قيمته من الأقواس المرتفعة والواسعة المرتكزة على أعمدة بيزنطية من الرخام السماقي أعيد استعمالها، وهي من العادات المألوفة منذ العصر الأموي.
الدخول متاح إلى قاعة الصلاة مباشرة من الصحن والمداخل الجانبية القائمة تحت صف من الأعمدة، وخصص المدخل الجنوبي- الشرقي للسلطان. كانت كاتدرائية القديسة صوفيا (537) النموذج الذي طمح سنان إلى تجاوزه، إذ استلهم منه مخطّط القبّة المركزية المزوّدة بقبّتين نصفيتين وقباب في الزوايا. وكانت القبّة واسعة الاستعمال في «أوائل النماذج المعمارية العثمانية»: فمسجد بورصة (1396- 1400) مغطّى كليّا بها. أمّا الممرات الجانبية فتبرزها أروقة ثلاثية كما هو الحال في جامع آيا صوفيا. أمّا الفضاء الداخلي الذي يرتفع على ثلاثة مستويات من النوافذ، فهو منظم جدا، لا سيما بفضل الأقواس المزررة المتناوبة والممر الذي يحيط بأعلى السور.
زينت الأعمدة المصلبة شمالا وجنوبا بكوّات ذات مقرنصات. وبما أنّها أزيحت على الجوانب، فهي تترك مجالا واسعا في الوسط. والحيطان هنا عبارة عن ستارات ضوئية تلتقط النور بفضل النوافذ العديدة التي تنفتح في القبب والجدر الجانبية وحائط القبلة. وهي تلطف شكل المبنى الخارجي وتبدو كُتل الطوابق الثلاثة المتراكمة وكأنها ترتفع برشاقة بالرغم من هيكلها الكثيف. (عضادات الدعم الخارجية لسور القبلة، أسوار التثبيت للفضاء المركزي). ويزيد من حدة هذا الشكل الهرمي وجود أربع مآذن مختلفة الأحجام، كما تبرز على المسجد، في الحين ذاته، ملامح الرابية.
زين حائط القبلة بالزجاج الملوّن، ويأوي المحراب الرخامي المرتفع ذا المشكاة المثلّثة والمزينة بالمقرنصات، ميزة الفترة العثمانية.
وضع منبر من الرخام إلى يمين المحراب مباشرة وراء الدكّة المصنوعة هي الأخرى من الرخام. أما مشكاة الصلاة التي ترتفع إلى المستوى الثاني من النوافذ فهي ثريّة بالزخارف، ووُضعت إلى جانبي المشكاة لُفافتان من الخزف أنجزهما محمّد شلبي أو أحمد الكره حصاري في نقش كتابي تظهر فيه ذيول الحروف ممدودة شعاعية محاكية للكتابة المملوكية، وأُدرجتا داخل كسوة جدارية متعددة الألوان من مربّّعات إزنيق. ويعتبر الرسم الزهري الرقيق وسحب تشي من خصوصيات المنظومة العثمانية وقد كثر استعمالها على القطع المجسمة. ويظهر هنا للمرّة الأولى وعبر لمسات خفيفة، «أحمر إزنيق» الشهير.

## المدفونون في الجامع
- محمد سليم أفندي

## معرض الصور

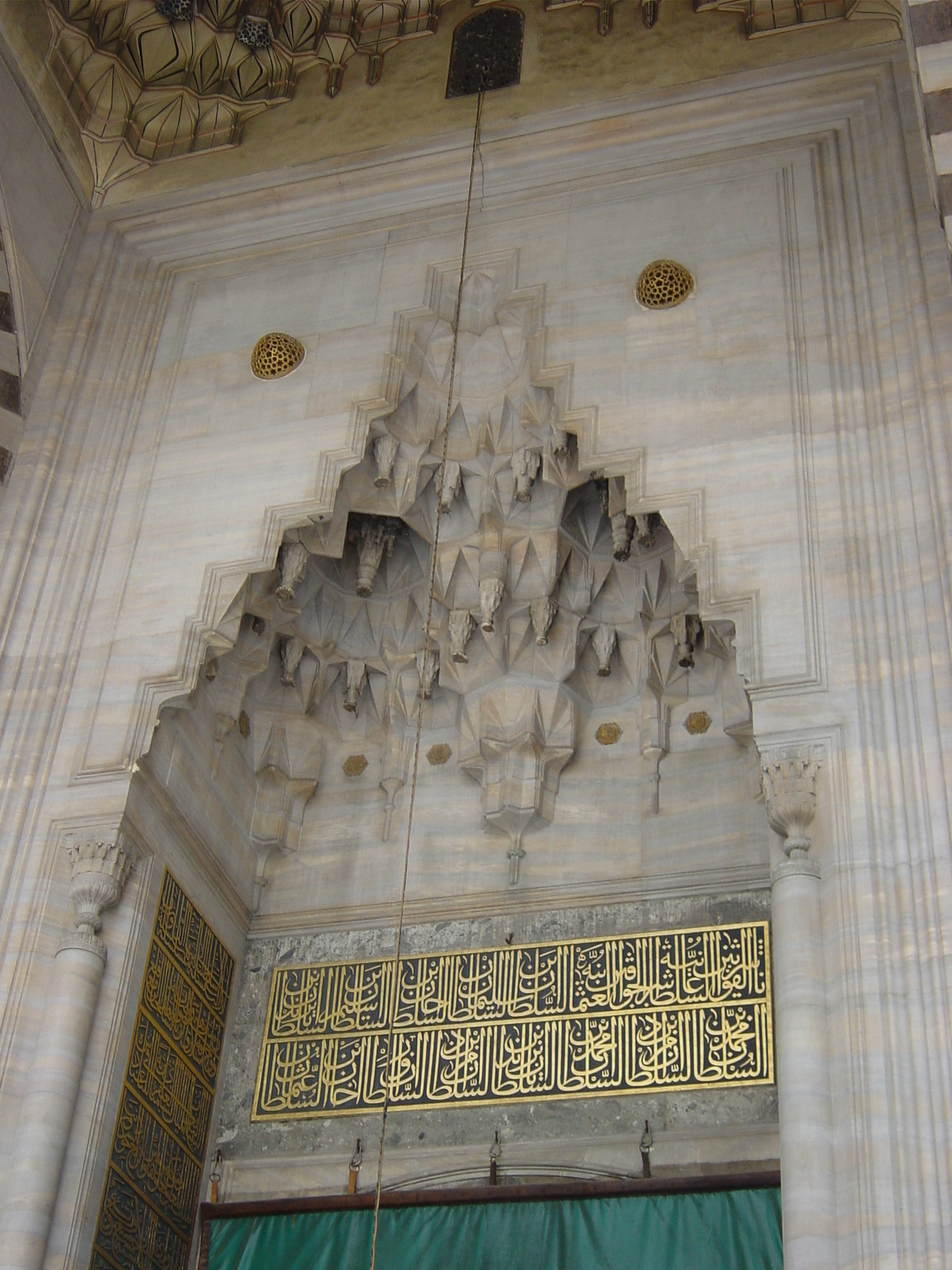
المدخل
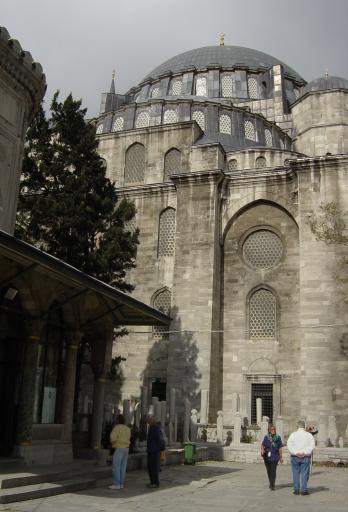
مسجد سليمان القانوني
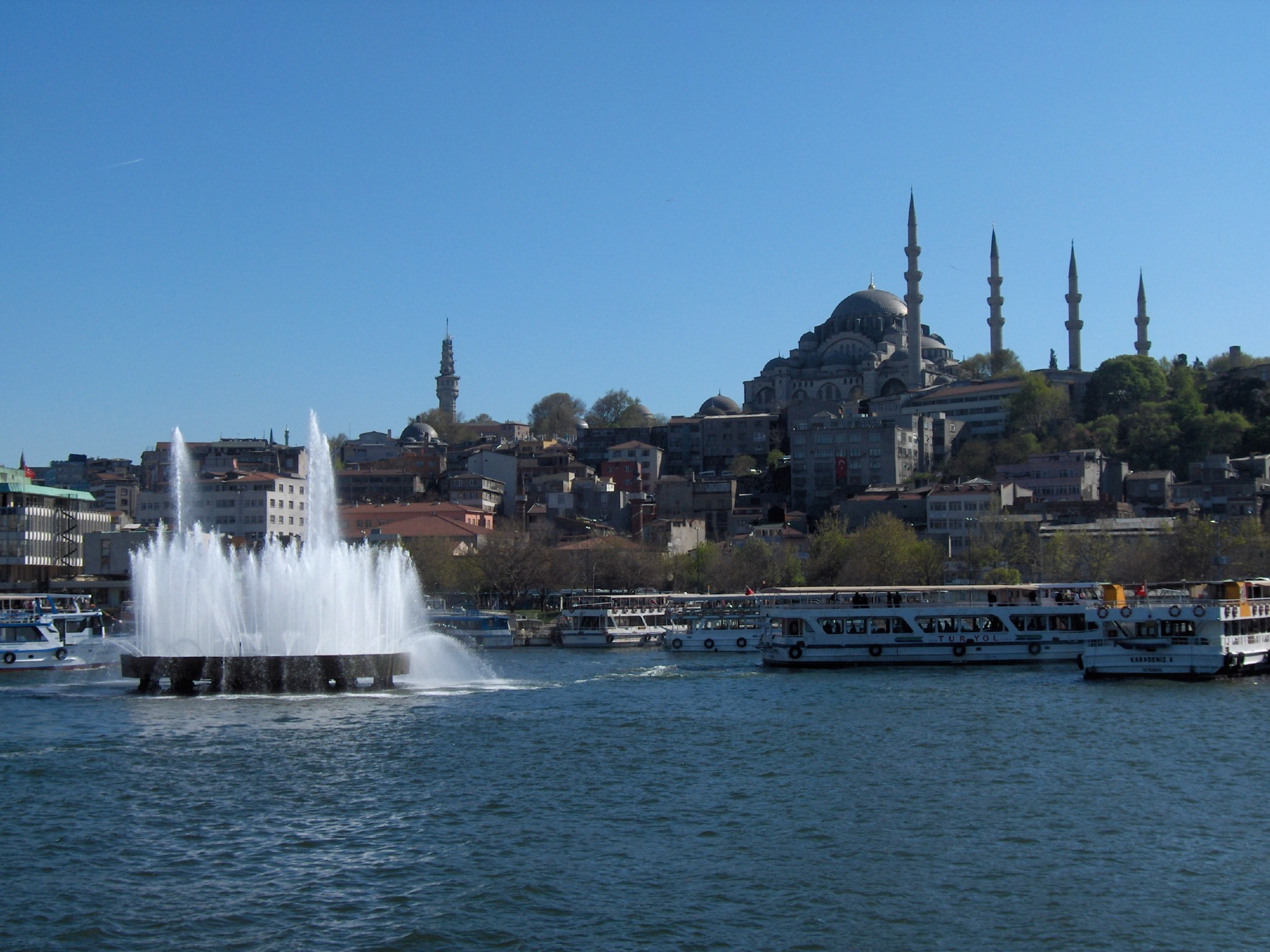
مسجد سليمان القانوني
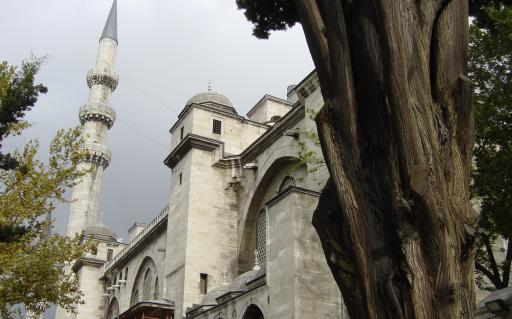
مسجد سليمان القانوني
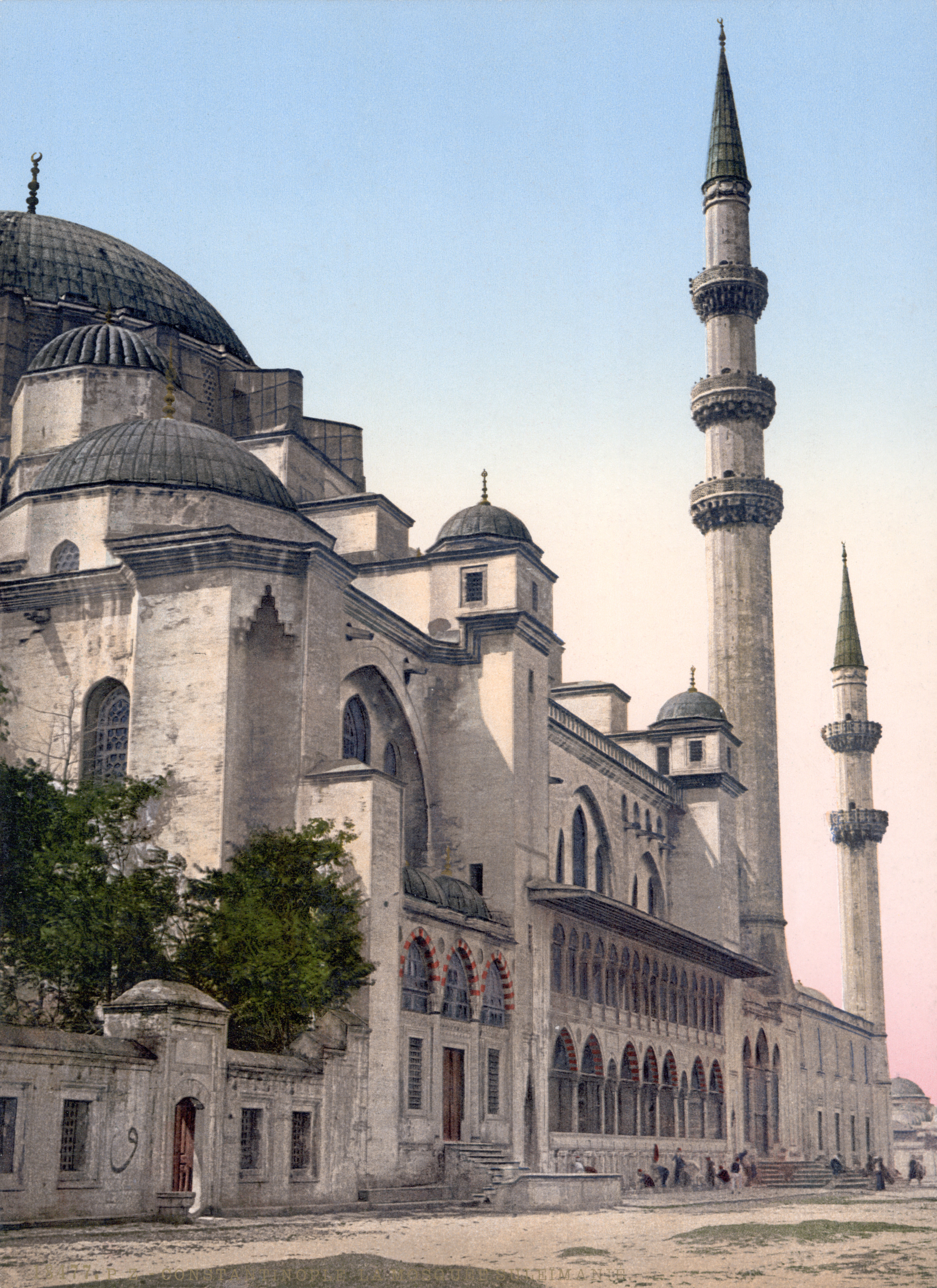
المسجد في عام 1890م
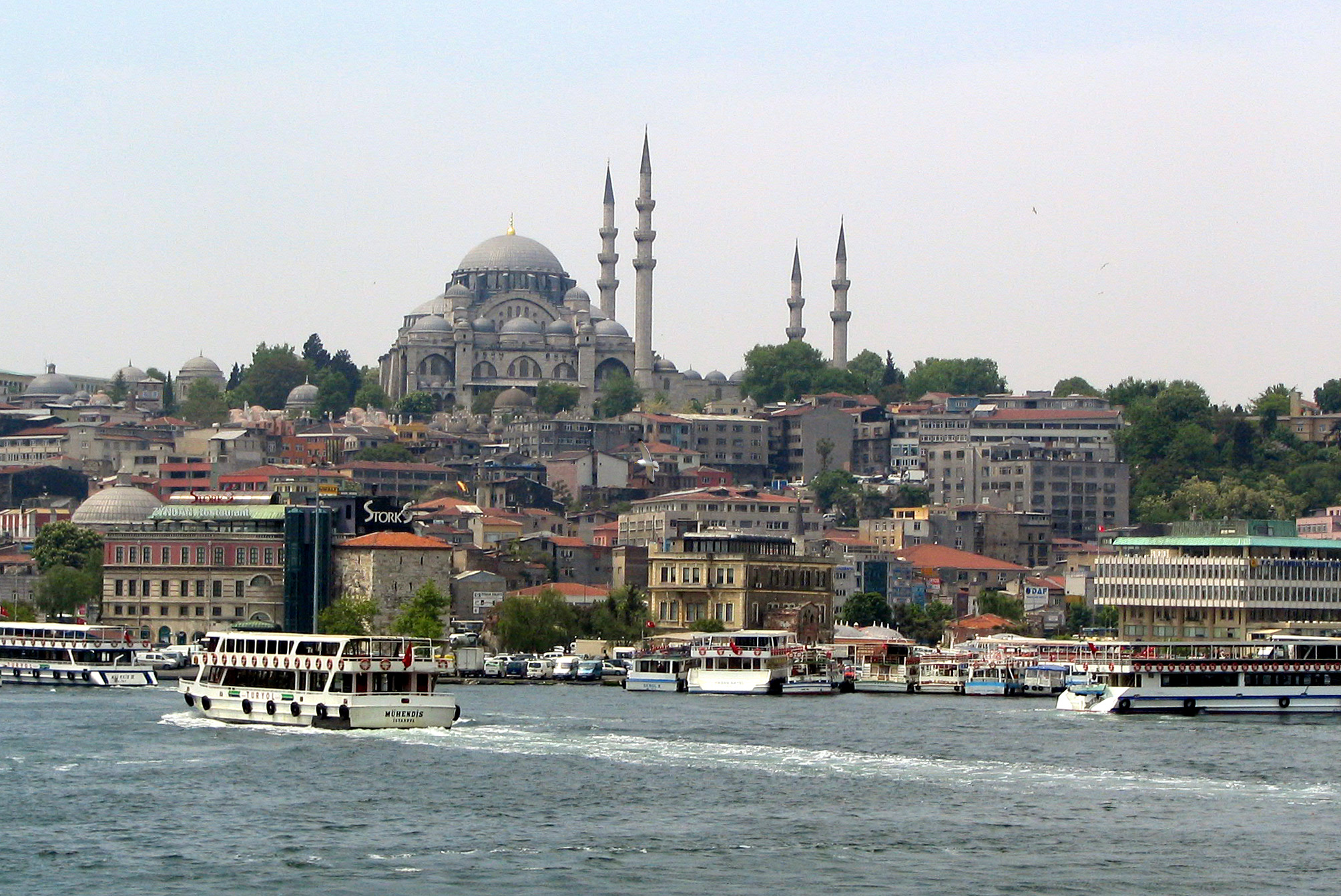
المسجد في عام 2006م
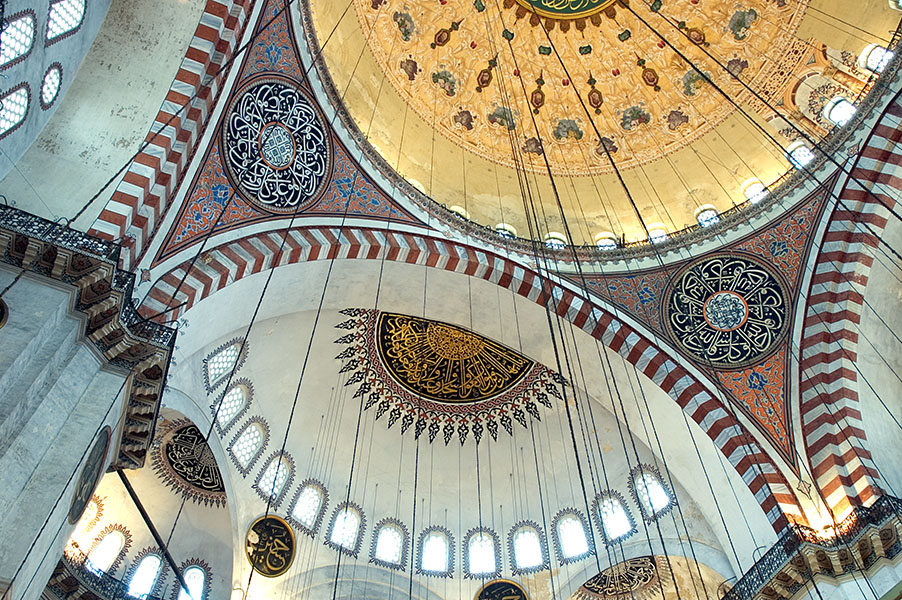
قباب المسجد من الداخل
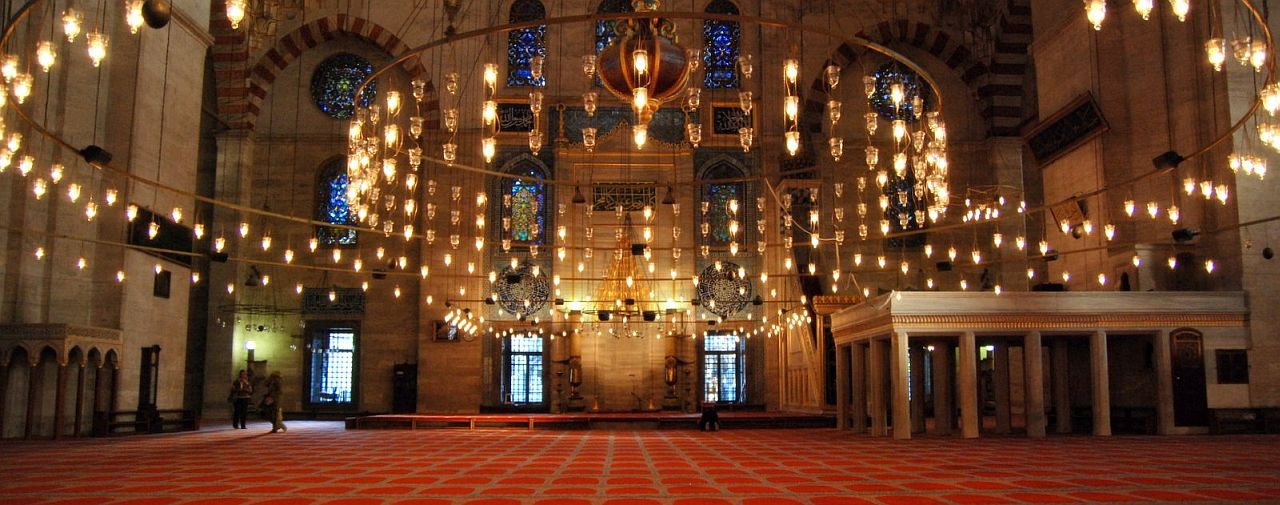
صحن المسجد من الداخل و المحراب (قِبلة الصلاة)